# Meroplacis
Meroplacis is een monotypisch geslacht van korstmossen behorend tot de familie Teloschistaceae. Het bevat alleen de soort Meroplacis brebissonii.